# Colonia Agrícola de Ocotepec
Colonia Agrícola de Ocotepec är en ort i Mexiko.   Den ligger i kommunen Atlixco och delstaten Puebla, i den sydöstra delen av landet, 80 km sydost om huvudstaden Mexico City. Colonia Agrícola de Ocotepec ligger 2 154 meter över havet och antalet invånare är 1 898.
Terrängen runt Colonia Agrícola de Ocotepec är huvudsakligen kuperad, men åt nordväst är den bergig. Runt Colonia Agrícola de Ocotepec är det tätbefolkat, med 459 invånare per kvadratkilometer. Närmaste större samhälle är Atlixco, 11,6 km öster om Colonia Agrícola de Ocotepec. Omgivningarna runt Colonia Agrícola de Ocotepec är en mosaik av jordbruksmark och naturlig växtlighet.